# تراتبية الدليل
التسلسل الهرمي للأدلة أو تراتبية الأدلة هو مقياس، يتألف من مستويات للأدلة، يستخدم لترتيب القوة النسبية للنتائج التي تم الحصول عليها من البحوث التجريبية، وخاصة البحوث الطبية. هناك اتفاق واسع النطاق على القوة النسبية للدراسات الوبائية واسعة النطاق. تم اقتراح أكثر من 80 تسلسلًا هرميًا مختلفًا لتقييم الأدلة الطبية. يؤثر تصميم الدراسة (مثل تقرير حالة لمريض فردي أو تجربة منضبطة معشاة عمياء) ونقاط النهاية المقاسة (مثل البقاء على قيد الحياة أو جودة الحياة) على قوة الأدلة. في البحث السريري، يأتي أفضل دليل على فعالية العلاج بشكل أساسي من التحليلات التلوية للتجارب المضبوطة المعشاة (RCTs). المراجعات المنهجية للتجارب المنضبطة المعشاة المكتملة وعالية الجودة - مثل تلك التي نشرتها مؤسسة كوكرين - تصنف بنفس الطريقة مثل المراجعة المنهجية للدراسات الرصدية المكتملة عالية الجودة فيما يتعلق بدراسة الآثار الجانبية.غالبًا ما يتم تطبيق التسلسل الهرمي للأدلة في الممارسات القائمة على الأدلة وتشكل جزءًا لا يتجزأ من الطب القائم على الأدلة (EBM).

## التعريف
في عام 2014، عرّف جاكوب ستيغينغا تراتبية الدليل بأنها «ترتيب تسلسلي لأنواع الأساليب وفقًا لاحتمالية تعرضها للتحيز المنهجي». وفي أعلى التراتبية توجد الطريقة الأكثر تحررًا من التحيز المنهجي أو الأكثر صلاحية داخلية مقارنةً بالفعالية المفترضة للتدخل الطبي المُختَبَر. وفي عام 1997 اقترح غرينهالغ أنه «الوزن النسبي الذي تحمله مختلف أنواع الدراسات الأولية عند اتخاذ القرارات بشأن التدخلات السريرية».
يُعرّف المعهد الوطني للسرطان مستويات الأدلة بأنها «نظام ترتيب يُستخدم لوصف قوة النتائج المُقاسة في تجربة سريرية أو دراسة بحثية. يؤثر تصميم الدراسة السريرية، ونقاط النهاية المُقاسة على قوة الأدلة».

## أمثلة
جرى اقتراح عدد كبير من تراتبيات الأدلة. ولا تزال بروتوكولات مماثلة لتقييم جودة البحث قيد التطوير. وحتى الآن، لا تولي البروتوكولات المتاحة اهتمامًا يُذكر لمدى صلة البحث في النتائج بالفعالية (نتيجة العلاج المُجرى في ظل ظروف مثالية) أو بالكفاءة (نتيجة العلاج المُجرى في ظل ظروف عادية ومتوقعة).

### نهج تصنيف التوصيات والتقييم والتطوير (غريد)
نهج غريد (تصنيف التوصيات والتقييم والتطوير) هو طريقة لتقييم اليقين في الأدلة (المعروف أيضًا بجودة الأدلة أو الثقة في تقديرات التأثير) وقوة التوصيات. وقد انطلق نظام غريد عام 2000 كتعاون بين خبراء المنهجيات، ومطوري الإرشادات، وخبراء الإحصاء الحيوي، والأطباء السريريين، وباحثي الصحة العامة، وغيرهم من الأعضاء المهتمين. 
أقرّت أكثر من 100 منظمة (بما في ذلك منظمة الصحة العالمية، والمعهد الوطني البريطاني للتميز في الرعاية الصحية (NICE)، وفريق العمل الكندي للرعاية الصحية الوقائية، ووزارة الصحة الكولومبية، وغيرها) نظام غريد، أو تستخدمه لتقييم جودة الأدلة وقوة توصيات الرعاية الصحية.
يقيم تصنيف غريد جودة الأدلة على النحو التالي:
| عالية      | هناك ثقة كبيرة في أن التأثير الحقيقي قريب من التأثير المقدر.                                                                             |
| متوسطة     | هناك ثقة معتدلة في التأثير المقدر: من المرجح أن يكون التأثير الحقيقي قريبًا من التأثير المقدر، ولكن هناك احتمال أن يكون مختلفًا بشكل كبير. |
| منخفضة     | هناك ثقة محدودة في التأثير المقدر: قد يكون التأثير الحقيقي مختلفًا بشكل كبير عن التأثير المقدر.                                           |
| منخفضة جدًا | هناك ثقة ضئيلة للغاية في التأثير المقدر: من المرجح أن يكون التأثير الحقيقي مختلفًا بشكل كبير عن التأثير المقدر.                           |

### غايات وساكيت
في عام 1995 نشر غايات وساكيت أول تسلسل هرمي من هذا النوع.
ووضع غرينهالغ الأنواع المختلفة من الدراسات الأولية بالترتيب التالي:
1. المراجعات المنهجية والتحليلات التلوية «للتجارب العشوائية المُحكمة ذات النتائج النهائية».
2. التجارب العشوائية المُحكمة ذات النتائج النهائية (بفواصل ثقة لا تتداخل مع عتبة التأثير السريري المهم).
3. التجارب العشوائية المُحكمة ذات النتائج غير النهائية (تقدير نقطي يشير إلى تأثير سريري مهم ولكن بفواصل ثقة تتداخل مع عتبة هذا التأثير).
4. دراسات التعرض.
5. دراسات الحالات والشواهد.
6. الدراسات المستعرضة.
7. تقارير الحالات.

### ساندرز وآخرون
يُصنف بروتوكول اقترحه ساندرز وآخرون تقاريرَ البحث إلى ست فئات، بناءً على تصميم البحث، والخلفية النظرية، وأدلة الضرر المحتمل، والقبول العام. وللتصنيف ضمن هذا البروتوكول، يجب أن تكون هناك منشورات وصفية، بما في ذلك دليل أو وصف مماثل للتدخل. لا يأخذ هذا البروتوكول في الاعتبار طبيعة أي مجموعة مقارنة، أو تأثير المتغيرات المُربكة، أو طبيعة التحليل الإحصائي، أو أي معايير أخرى. تُقيّم التدخلات على أنها تنتمي إلى الفئة 1، أي العلاجات الفعّالة المدعومة جيدًا، إذا وُجدت دراستان أو أكثر من الدراسات العشوائية المُحكمة ذات النتائج، تُقارن العلاج المُستهدف بعلاج بديل مناسب، وتُظهر أفضليةً كبيرةً للعلاج المُستهدف. تُصنّف التدخلات إلى الفئة 2، أي العلاج المُدعم والذي يُحتمل أن يكون فعّالًا، بناءً على النتائج الإيجابية للتصاميم غير العشوائية مع شكلٍ من أشكال الضبط، والتي قد تشمل مجموعةً غير مُعالجة. تشمل الفئة 3، أي العلاج المُدعم والمقبول، التدخلات المدعومة بدراسة واحدة مُحكمة أو غير مُحكمة، أو بسلسلة من الدراسات على موضوع واحد، أو من خلال العمل مع مجموعة سكانية مختلفة عن المجموعة المقصودة. أما الفئة 4، وهي العلاج الواعد والمقبول، تشمل التدخلات التي لا تستند إلا إلى القبول العام والدراسات السريرية غير الرسمية؛ ومع ذلك، فإن أي دليل على احتمال حدوث ضرر يُستبعد من هذه الفئة. والفئة 5، وهي العلاج المبتكر والجديد، تشمل التدخلات التي لا يُعتقد أنها ضارة، ولكنها غير مستخدمة أو مناقشة على نطاق واسع في الدراسات. ثم الفئة 6، التي تهتم بالعلاج، هي تصنيف للعلاجات التي يُحتمل أن تُسبب ضررًا، بالإضافة إلى وجود أسس نظرية غير معروفة أو غير مناسبة.

### خان وآخرون
اقتُرحت بروتوكولات لتقييم جودة البحث في تقرير صادر عن مركز المراجعات والنشر، أعده خان وآخرون، وكان الغرض منها أن تكون منهجية عامة لتقييم التدخلات الطبية والنفسية والاجتماعية. وبينما شجّع هذا البروتوكول بشدة على استخدام التصاميم العشوائية، إلا أنه أشار إلى أن هذه التصاميم لا تكون مفيدة إلا إذا استوفت معايير صارمة، مثل التوزيع العشوائي الحقيقي وإخفاء مجموعة العلاج المُخصصة عن المريض وعن الآخرين، بمن فيهم الأفراد الذين يُقيّمون النتائج. وأكد بروتوكول خان وآخرون على ضرورة إجراء مقارنات على أساس «نية العلاج» لتجنب المشاكل المتعلقة بزيادة استنزاف المرضى في مجموعة واحدة. كما قدم بروتوكول خان وآخرون معايير صارمة للدراسات غير العشوائية، بما في ذلك مطابقة المجموعات بناءً على متغيرات مُربكة محتملة، ووصف كافٍ للمجموعات والعلاجات في كل مرحلة، وإخفاء خيار العلاج عن الأشخاص الذين يُقيّمون النتائج. لم يُقدّم هذا البروتوكول تصنيفًا لمستويات الأدلة، ولكنه أدرج أو استبعد العلاجات من تصنيفها على أنها قائمة على الأدلة بناءً على ما إذا كان البحث قد استوفى المعايير المذكورة.

## السجل الوطني الأمريكي للممارسات والبرامج القائمة على الأدلة (NREPP)
وضع السجل الوطني الأمريكي للممارسات والبرامج القائمة على الأدلة (NREPP) بروتوكول تقييم. لا يُجرى التقييم بموجب هذا البروتوكول إلا إذا كان التدخل قد حقق بالفعل نتيجة إيجابية واحدة أو أكثر، باحتمالية أقل من 0.05، إذا نُشرت هذه النتائج في مجلة محكمة أو في تقرير تقييمي، وإذا أتيحت وثائق مثل مواد التدريب. يُعطي تقييم NREPP درجات جودة من 0 إلى 4 لمعايير معينة، ويفحص موثوقية وصلاحية مقاييس النتائج المستخدمة في البحث، وأدلة دقة التدخل (الاستخدام المتوقع للعلاج بنفس الطريقة في كل مرة)، ومستويات البيانات المفقودة والاستنزاف، والمتغيرات المُربكة المحتملة، وملاءمة المعالجة الإحصائية، بما في ذلك حجم العينة.